# Белые ночи Санкт-Петербурга (фестиваль)
Фестива́ль «Белые ночи Санкт-Петербурга» — международный фестиваль популярной музыки, проводящийся в Санкт-Петербурге с 1992 года (до этого в городе с 1973 года проводился фестиваль классического искусства «Белые ночи»). Один из крупнейших фестивалей поп-музыки в России и Восточной Европе.
В разные годы на фестивале выступали звёзды мировой музыки, среди которых — Deep Purple, Duran Duran, A-hа, Джо Кокер, Рики Мартин, Патрисия Каас, Крис Норман, Бонни Тайлер, Scorpions, The Doors, Status Quo, Хулио Иглесиас, Джордж Клинтон, Эрос Рамазотти, Пола Абдул, Эйкон, Анастейша, Томас Андерс, Танита Тикарам, Boney M, Army of Lovers, Лу Бега, Натали Имбрулья, Джейсон Деруло, Ин-Грид, а также популярные исполнители из России и стран СНГ. Среди почётных гостей фестиваля были Софи Лорен и Ален Делон. В рамках фестиваля проходит конкурс вокалистов, в котором принимают участие исполнители из стран Восточной Европы, Азии, Африки и других стран мира.

## История
Начиная с 1958 года в городе проводился международный фестиваль классического искусства «Белые ночи». Со времён СССР белые ночи были одной из визитных карточек современного Санкт-Петербурга. Впервые фестиваль под названием «Белые ночи» был инициирован ленинградскими властями в Ломоносовском парке в июне 1958 года. Политическую и идеологическую основу фестиваля составляли решения XX съезда КПСС, что было отражено в статье Н. С. Хрущева «За тесную связь литературы и искусства с жизнью народа».
Все культурные и просветительские организации Ленинграда принимали участие в организации массовых летних праздников. Артисты, художники, писатели, киноработники, композиторы и другие деятели искусства провели 408 встреч, на которых присутствовало более 300 тысяч зрителей. В кинотеатрах города шли лучшие фильмы студии «Ленфильм», музеи проводили «Дни открытых дверей», выступали коллективы художественной самодеятельности, поэты Г. Я. Булатов, В. А. Биншток, В. Г. Сидоренко и другие читали стихи. Наибольшей популярностью пользовались мероприятия, проводимые в садах и парках города. Всё это побудило городские власти сделать праздник «Белые ночи» ежегодным. В последующие годы праздник проводился в Ломоносовском, Гатчинском парках, Центральном парке культуры и отдыха имени С. М. Кирова, на стадионе им. С. М. Кирова, в читальном зале Измайловского сада Эрмитаж, музеях и в Ленинграде.
Возрождение фестиваля в России началось в 1992 году. Фестиваль был зарегистрирован в Международной Федерации Фестивальных Организаций (FIDOF). В 1992 году под похожим названием в городе стал проводиться фестиваль популярной музыки. Так как новый фестиваль сразу же получил поддержку городских властей, более старый фестиваль был вынужден сменить своё, уже ставшее известным в мире искусства название, на новое — с 1993 года он именуется «Звёзды белых ночей». В 1992 году международная федерация фестивальных организаций FIDOF зарегистрировала международный музыкальный фестиваль «Белые ночи Санкт-Петербурга», летом того же года в Санкт-Петербурге прошёл первый фестиваль. До 1996 года председателем его оргкомитета был мэр города Анатолий Собчак. С 2017 года фестиваль носит название «Белые ночи Санкт-Петербурга».
Основателем и продюсером фестиваля поп-музыки является Владимир Киселёв. Фестиваль проводился в 1993, 1994 и 1995 годах, также дирекцией фестиваля были проведены два гала-концерта в 2003 году в рамках празднования 300-летия Санкт-Петербурга и в 2006 году в рамках саммита «Большой восьмерки». С 2011 года в программе фестиваля участвуют не только молодые конкурсанты, но и состоявшиеся исполнители, звёзды шоу-бизнеса. В 1996 году фестиваль лишился поддержки городской администрации после поражения Собчака на губернаторских выборах и с тех пор не проводился. В. Киселёв продолжал устраивать гастроли в России зарубежных артистов, среди которых были Whitesnake в ноябре 1997 года, а также Status Quo, Brian May и Deep Purple осенью 1998 года.
Почётными гостями международного музыкального фестиваля «Белые Ночи Санкт-Петербурга» в разное время были представители королевских домов Голландии, Монако, Англии, министр культуры Франции, мэры городов-побратимов Санкт-Петербурга, министры культуры России, представители мировых СМИ «Billboard», «Hollywood Reporter», «Music & Media», «MTV». Жюри возглавляли звёзды шоу бизнеса, известные музыкальные менеджеры — Марк Захаров, Иосиф Кобзон, Ролан Быков, Paula Abdul, Юрий Аксюта, Sarah Connor и др.
За годы работы фестиваля его посетили звёзды мировой величины: Joe Cocker, A-Hа, Boney M, Ricky Martin, Julio Iglesias, Scorpions, Mika, Eros Ramazzotti, Natalie Imbruglia, Paula Abdul, Anastacia и другие не менее известные исполнители. Также были приглашенные звезды: Kevin Costner, Thomas Anders,Woody Allen, The Doors, Akon, In-Grid, George Clinton, Village People, Леонид Агутин, Елена Ваенга, Григорий Лепс, «А’Студио», «Земляне».

## Хронология
| Год  | Даты проведения   | Участники | Звёзды | Жюри |
| ---- | ----------------- | --- | --- | --- |
| 1992 | 17-22 июня        | БКЗ «Октябрьский»: «Русские» (солист Геннадий Богданов) (Санкт-Петербург, Россия), «Чёрное и Белое» (Санкт-Петербург, Россия), Алина Витебская (бывшая солистка группы «Женсовет») (Москва, Россия) Победители были названы во время гала-концерта в гостинице Прибалтийская 21 июня: Сержио Претти (Бразилия) (гран-при), «Чёрное и Белое» (Санкт-Петербург, Россия) (1 место) | 17-18 июня. БКЗ «Октябрьский»: Denny Laine, Jethro Tull, Boney M 21 июня. Гала-концерт в гостинице Прибалтийская: Supermax, Londonbeat, Technotronic, Саманта Фокс, Crazy Crazy, Rick Wakeman 22 июня. Дворцовая площадь: Magnum, Venom, True Bits, UFO, Sweet, Girlschool, Asia | Марк Захаров (председатель жюри), Сева Новгородцев (конферансье заключительного концерта «Легенды рок-н-ролла»)                                                                              |
| 1993 | 17,18, 20,21 июня | 20 июня. Зал гостиницы «Прибалтийская». Концерт победителей и гостей фестиваля: Алёна Иванцова (Санкт-Петербург) (гран-при), Улия Туттен (Турция) (1 место), Луиджи Мартилотти (Швейцария) (2 место), Брайан Фрэнк (Швеция) (3 место) | 17 июня. БКЗ «Октябрьский». Концерт участников и гостей фестиваля: Хосе Фелисиано, Blood, Sweat & Tears, Warrant, Faith No More 18 июня. БКЗ «Октябрьский». Концерт участников и гостей фестиваля: Vanilla Ice, Supermax, Cowboy Junkies, Фалько 21 июня. Концерт рок-звёзд у Петропавловской крепости: Monty Brothers, Young Guns (проект Юрия Айзеншписа), Turbo B (ex-Snap!), Salt-N-Pepa, Yo! MTV Raps (Doctor Dré, Ed Lover, T-Money), Гленн Хьюз | Марк Захаров (председатель жюри), Иосиф Кобзон (член жюри) |
| 1993 | 1-4 июля          | Берлин: ДДТ, «Опасные Соседи», «Мифы», «Телевизор», «НЭП», «Ляпин Бэнд» и «Тамбурин» | | |
| 1994 | 18-20 июня        | | 19 июня. БКЗ «Октябрьский»: Run-D.M.C., Venue, A-ha 20 июня. Стрелка Васильевского острова: Mr. Big, Whitesnake Фестиваль прошёл под знаком АнтиСПИДа, и сборы от концертов были переданы в Международный фонд борьбы с детским СПИДом | |
| 1995 | 14-16 июня        | | БКЗ «Октябрьский»: Стив Вай, Артур Браун, Танита Тикарам, Шерил Кроу, Теренс Трент Д’Арби, Джо Кокер | |
| 2003 |                   | | | |
| 2006 |                   | | | |
| 2011 | 7-9 июля          | Francisca Urio (Tanzania), Wendy Moten (Bahamas), Mara Kim (Germany), Massimo Bertacci (Italy), musical group «Vadel» (France), duet Anders Wrethov & Sylvia Johanna Sofie Elkesdotter (Sweden), Tallana Gabriel (Israel), Rene Ranev (Bulgaria), Igor Mitrovic (Macedonia), Andrea Farfan (Colombia), группа «Бойкот» (Russia), duet S&M (Maiya Sykes & Shemika Secrest, USA) | Kevin Costner, Woody Allen, «The Doors», Liz Mitchell, Thomas Anders, Drupi, Joe Thompson, «Thin Lizzy», Macy Gray, «Negative», «Down Low» | Richard Niles, Marco Quirini, Dragan Nikitovich, «Down Low», Дмитрий Закон, Thomas Anders, Liz Mitchell, Joe Thompson                                                                        |
| 2012 | 6-8 июля          | Vanity Marsh (Bahamas), Alicastro (Colombia), Gianni Fiorellino (Italy), Ana Malhoa (Portugal), Valerio Miglietta (San Marino), «NEO» (Sweden), Omar Alexander (India), Rick Guard (England), Constance Amiot (France), Rona Nishliu (Albania), Zane (Venezuela), Hatty Keane (Ireland), Tyler Conti (USA), Mano De Dios (Spain), Felicity Kaya (Turkey), Amen (Peru), группа «Русские» (Russia) | группа «Земляне», Michael Bolton, Anastacia, Emma Shapplin, Simple Minds, Mika, Eros Ramazzotti, Natalie Imbruglia, David Hasselhoff, Spandau Ballet (Tony Hadley) | Paula Abdul, Marty Tudor, Дмитрий Закон, Turbo B |
| 2013 | 13-15 июня        | Ryan Melody (the Netherlands), Sam Leigh-Brown (Great Britain), Chiara Canzian(Italy), Miro (Bulgaria), Wil Dix (USA), Contracorriente (Peru), Cosmosoul (Portugal/Spain), Daria Pavlishin (Germany), группа «Бойкот» (Russia), Kevens (Jamaica), Elisa Salvaj (Argentina) | Lou Bega, Nelly, Lou Bega, Bob Geldof, Earth, Wind & Fire, Mario, Mario, Susan Boyle, The Jacksons, группа «Земляне», Юркисс, Sarah Connor, Zucchero, Engelbert Humperdinck, Loredana Berté, Paula Abdul | Engelbert Humperdinck, Loredana Berté, Paula Abdul, Sarah Connor, Юрий Аксюта |
| 2014 | 10-12 июля        | Alvaro Jose Crespo (Ecuador), Maria Suzuki (Japan), Magic Bus (Bus), Leo the Lion (UK), Наргиз Закирова (Россия), Wrethov & Kase (Sweden), The Soil (South Africa), Hila Ben David (Israel), Terrel Carter (USA), Cedrina Shari (Jamaica), NewUs (Korea) | Mother’s Finest, Akon, In-Grid, William D. McCafferty, Duran Duran, Goerge Clinton, Village People, Елена Ваенга, Леонид Агутин, «Serebro», Григо́рий Лепc, «А’Студио», группа «Земляне» | Романова Наталья (ген. дир. Cirque du Soleil Rus), Юрий Аксюта, Каспаров Александр (Warner Music Russia), Дмитриева Арина (Sony Music Entertainment), Коннов Дмитрий (Universal Music Group) |
| 2017 | 8-10 июля         | | A-Ha, Paula Abdul, Anastacia, Mika, Eros Ramazzotti, Whitesnake, Glenn Hughes, Mr. Big, Jose Carreras, Chris Rea, Status Quo, Bryan May (ex. Queen), Julio Iglesias, Ринго Старр & All Starr Band, Deep Purple, Kevin Costner, Woody Allen, The Jacksons, Nelly, Zucchero, Earth, Sarah Connor, Wind and Fire | |
| 2021 | 9, 11, 12 июля    | 9 июля. «Сибур Арена». «Звезды Хайпа»: Gafur, Iton, Mary Gu, Артур Бабич, Асия, Даня Милохин, Mia Boyka, Andro, Dava, Elman. 11 июля. «Григорий Лепс собирает друзей»: Николай Басков, Ани Лорак, Вера Брежнева, Сосо Павлиашвили, Тимур Родригез, Дима Билан, Стас Пьеха, Artik&Asti, Слава, Диана Арбенина, Григорий Лепс⁣, Группа A’Studio⁣, Александр Панайотов⁣, Владимир Пресняков⁣, Ирина Дубцова. 12 июля. «Хиты на все времена»: Валерия, Денис Клявер, Елена Север, Группа Земляне, СПБ, Ёлка, Авраам Руссо⁣, Таисия Повалий⁣, Группа «Градусы»⁣, «Дискотека Авария»⁣ и другие артисты. | | |
| 2022 | 18-19 июля        | 18 июля. Ледовый дворец: MIA BOYKA, ЮрКисс, DABRO, Кара Кросс, Tenderlybae, Хабиб, ВладиМир, Клава Кока, Люся Чеботина, Султан Лугачев, ANSI, Космос Герлс, Гума, Галибри и Мавик, Дава, Аня Покров, Амирчик, Эльман, Гафур, Андро, Тони, Мона, Ваша Маруся, Крис Янк, Юля Годунова и другие артисты. 19 июля: Владимир Пресняков, Елена Север, Стас Пьеха, Юля Савичева, Слава, Анна Седакова, Филатов и Кэрос, Алексей Чумаков, Маша Вебер, Сосо Павлиашвили, Григорий Лепс, Бурито, Николай Басков, Дима Билан, Марина Бриз, «Земляне», Артем Качер, Денис Клявер, Юлия Ковальчук.     | | |